# ワールズ・エンド 酔っぱらいが世界を救う!

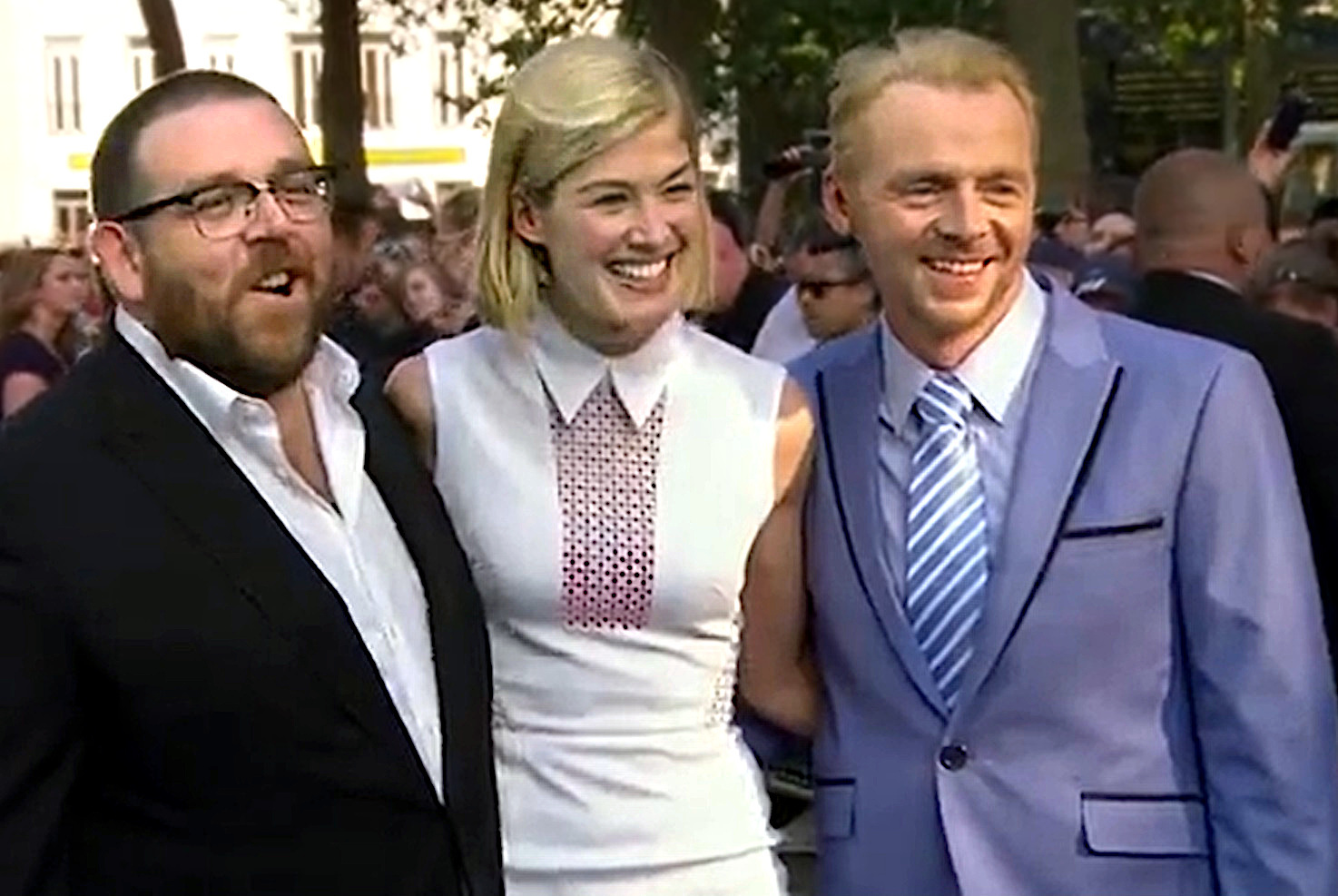
Nick Frost Rosamund Pike, Simon Pegg 2013

『ワールズ・エンド 酔っぱらいが世界を救う!』（The World's End）は、エドガー・ライト監督、ライトとサイモン・ペッグ脚本、ペッグとニック・フロスト、パディ・コンシダイン、マーティン・フリーマン、エディ・マーサン出演によるSFコメディ映画である。スリー・フレーバー・コルネット3部作としては『ショーン・オブ・ザ・デッド』（2004年）、『ホット・ファズ -俺たちスーパーポリスメン!-』（2007年）に続いて3作目である。

## 物語
中年でアルコール中毒のゲイリーは、社会的に成功した4人の幼馴染たちと20年ぶりに再会し、学生時代に達成できなかった「一晩に5人で12軒のパブで梯子酒」（ゴールデンマイル）という記録に再挑戦することを決め、故郷の街へと戻ってくる。12軒目となるパブ「ワールズ・エンド（英: The World's End）」を目指して飲み歩きを開始する。少年時代そのままのような言動を見せるゲイリーに友人たちは呆れながらも思い出話に花を咲かせた。
ゲイリーが他の客と喧嘩をした際にその人物がロボット（ヒューマノイド）であることがわかり、さらに街中には他にも多くのロボットが紛れ込み人間を支配していた。ゲイリーはあくまでもゴールデンマイル達成を目指し、他の仲間も事態を不気味に思いつつも打開策がないためそれに付き合うこととなった。
ワールズ・エンドにたどり着いたゲイリーの前に光が現れ声が聞こえてきた。声の主は「ザ・ネットワーク」と名乗り、これまでいくつもの星の文明を高めるためロボットを送り込み支配してきたという。地球人に高度なテクノロジーや若いままの身体を提供するというネットワークに対し、ゲイリーは指図など受けたりせず自由に暮らしたいと頑なに主張しつづけ、ネットワークは愛想をつかす。
ザ・ネットワークが去った後の地球ではインターネットなどの現代文明が滅び人間たちは大昔のような生活を送り、あるロボットは人間の中に溶け込み、あるロボットは家族から捨てられ他の人間からも恨まれながら生きていた。かつて酒に逃れてばかりの人生だったゲイリーは友人の心配を余所に、若いロボットたちを連れて旅をしていた。

## キャスト
※括弧内は日本語吹替
- ゲイリー・キング - サイモン・ペッグ（横島亘）

アルコール中毒の男。少年時代は不良グループのリーダーだった。
- アンディ・ナイトリー - ニック・フロスト（茶風林）

ゲイリーの無二の親友。
- スティーヴン・プリンス - パディ・コンシダイン（清水明彦）

ゲイリーの仲間。サムに恋している。
- オリヴァー・チェンバレン - マーティン・フリーマン（いずみ尚）

ゲイリーの仲間。不動産屋に勤務している。
- ピーター・ペイジ - エディ・マーサン（桜井敏治）

ゲイリーの仲間。学生時代はいじめられていた。
- サム・チェンバレン - ロザムンド・パイク（林真里花）

オリヴァーの妹。
- ガイ・シェパード - ピアース・ブロスナン（仲野裕）

先生。
- バジル - デイビッド・ブラッドリー（後藤哲夫）

老人。
- ネットワーク - ビル・ナイ（声の出演）

人類を銀河コミュニティに取り込もうとしている。

## 製作
製作はレラティビティ・メディア、ワーキング・タイトル・フィルムズ、ビッグ・トーク・プロダクションズが行う。撮影は2012年9月よりウェリン・ガーデン・シティとレッチワースで始まった。

## 公開
2013年7月10日にロンドンのレスター・スクウェアでプレミア上映が行われ、7月19日よりイギリスで一般公開された。アメリカ合衆国では8月23日より公開された。
日本では2014年4月に公開された。

### 興行収入
イギリスでは公開初週末に210万ポンドを売り上げ、『モンスターズ・ユニバーシティ』に次いで初登場2位となった。この初週末興行収入は『ショーン・オブ・ザ・デッド』の160万ポンドより高く、『ホット・ファズ -俺たちスーパーポリスメン!-』の540万ポンドより低い。

### 批評家の反応
Rotten Tomatoesでは187件のレビューで支持率は89%となった。またMetacriticでは45件のレビューで加重平均値は81/100となった。